# أندي ديزموند
أندي ديزموند (بالإنجليزية: Andy Desmond aka Miten)‏ هو موسيقي بريطاني، ولد في 1947 في ووكينغ في المملكة المتحدة.

## وصلات خارجية
- الموقع الرسمي
- أندي ديزموند على موقع ميوزك برينز (الإنجليزية)
- أندي ديزموند على موقع أول ميوزيك (الإنجليزية)
- أندي ديزموند على موقع ديسكوغز (الإنجليزية)